# Gnomidolon opacicolle
Gnomidolon opacicolle är en skalbaggsart som beskrevs av Dilma Solange Napp och Martins 1985. Gnomidolon opacicolle ingår i släktet Gnomidolon och familjen långhorningar. Inga underarter finns listade i Catalogue of Life.